# Caubios
Pour les articles homonymes, voir Caubios.
Caubios est une ancienne commune française du département des Pyrénées-Atlantiques. Le 22 mars 1842, la commune fusionne avec Loos pour former la nouvelle commune de Caubios-Loos.

## Géographie
Caubios est situé à quinze kilomètres au nord de Pau.

## Toponymie
Le toponyme Caubios apparaît sous les formes 
Calbios (XIIe siècle, d'après Pierre de Marca), 
Gaubios (1385, censier de Béarn), 
Caubioos (1457, cartulaire d'Ossau) et 
Cambios (1546, réformation de Béarn).

## Histoire
Paul Raymond note qu'en 1385, Caubios comptait vingt feux et dépendait du bailliage de Pau.

## Démographie
| 1793 | 1800 | 1806 | 1821 | 1831 | 1836 |
| ---- | ---- | ---- | ---- | ---- | ---- |
| 300  | 160  | 394  | 307  | 312  | 269  |

## Pour approfondir